# 1937 в авіації
Основна стаття: Авіація.

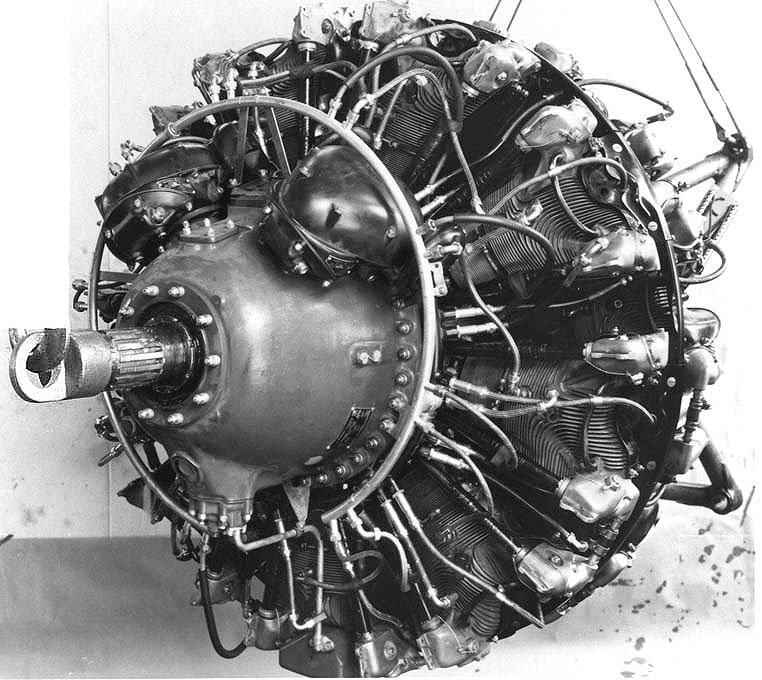
1937 рік, перший запуск американсько радіального авіадвигуна Pratt & Whitney R-2800 Double Wasp

Хронологічний список подій у авіації за 1937 рік.

## Події
- 10 січня — обер-лейтенант Клюмпер на He 59 виявив республіканське судно «Дельфін», що прямувало в порт Малага та атакував його однією торпедою. Вразити судно не вдалося, проте ця атака стала першим випадком бойового використання авіаційної торпеди після закінчення Першої світової війни[1].
- 2 квітня — засновано Saab AB, як Svenska Aeroplan Aktiebolaget; шведська компанія, що спеціалізується в галузі авіабудування, аерокосмічного устаткування і військової електроніки[2].
- 26 квітня — бомбардування Герніки, повітряний наліт німецького «Легіону Кондор» на місто Герніка в ході Громадянської війни в Іспанії.
- 27 квітня — у Третьому Рейху за ініціативою Рейхсмаршала Германа Герінга створено Імперське міністерство авіації.
- 21 травня — полярний льотчик М. В. Водоп'янов на літаку АНТ-6 (арктичний варіант бомбардувальника ТБ-3) під час першої радянської  високоширотної повітряної експедиції «Північ» вперше в світі здійснив посадку на лід в районі Північного полюса, застосувавши вперше гальмівний парашут.
- 1 вересня — канадська авіакомпанія Trans-Canada Air Lines (із 1 січня 1965 Air Canada) виконала перший пасажирський рейс. З Ванкувера до Сієтла було перевезено двох пасажирів і пошту. Подорож в обидва кінці коштувала 14,20 доларів США.
- 1 вересня — Рейхсмаршалом Германом Герінгом засновано військову нагороду Знак парашутиста Люфтваффе (нім. Fallschirmschutzenabzeichen der Luftwaffe).
- 21 жовтня — авіаконструктор  А. М. Туполєв був заарештований і звинувачений у шкідництві та приналежності до контрреволюційної організації. Разом з ним було заарештовано багато провідних спеціалістів  ЦАГІ та КБ. Заарештували й директорів більшості радянських авіазаводів.
- 9 листопада — начальник ЦАГІ Харламов Микола Михайлович заарештований «за шкідницьку і підривну роботу в галузі літакобудування».[джерело?]

### Без точної дати
- засновано ісландську авіакомпанію Icelandair.
- листопад — авіаконструктор  В. М. Петляков був заарештований за організацію неіснуючої «Російсько-фашистської партії».

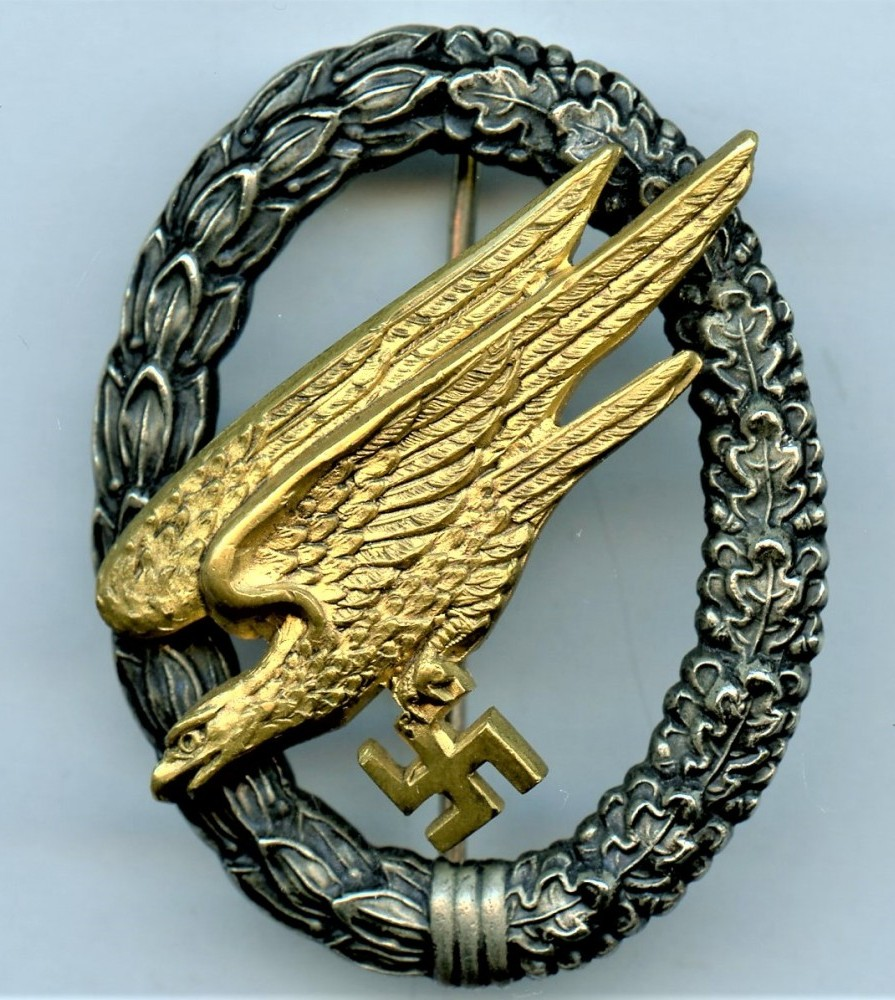
Знак парашутиста Люфтваффе
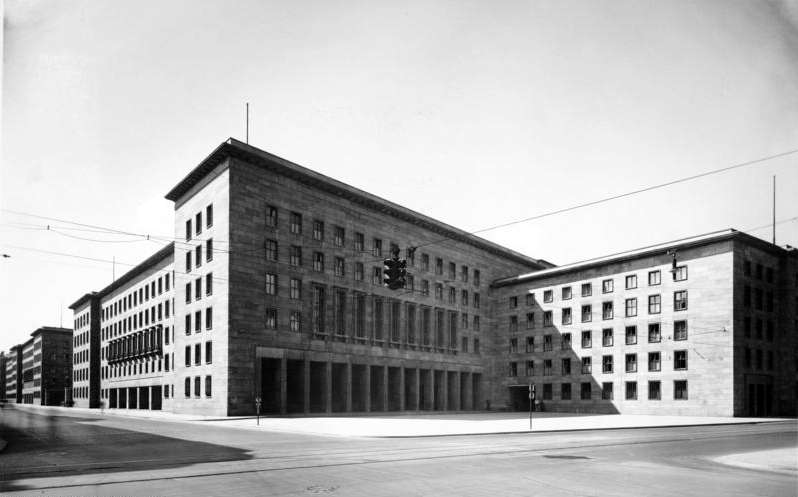
Будівля Імперського міністерства авіації, грудень 1938

### Перший політ
- 9 лютого — Блекберн B-24 Скьюе (англ. Blackburn B-24 Skua) — британський палубний пікіруючий бомбардувальник/винищувач, перебував на озброєнні військово-повітряних сил ВМФ Британії за часів Другої світової війни; прийнятий на озброєння у листопаді 1938.
- 1 червня — Arado Ar 196, німецький одномоторний багатоцільовий поплавцевий гідролітак.
- 3 липня — Dornier Do 24, німецький тримоторний літаючий човен розробки компанії Dornier Flugzeugwerke для морського патрулювання і виконання рятувальних операцій.
- 15 липня — Blohm & Voss BV 138, німецький дальній гідролітак-розвідник часів Другої світової війни, виробництва верфі «Blohm & Voss» GmbH.
- 27 липня — Focke-Wulf Fw 200 «Condor», німецький швидкісний чотиримоторний літак виробництва фірми «Focke-Wulf». Цього дня в Бремені у повітря підняв машину екіпаж, очолюваний творцем «Кондора» Куртом Танком.
- 25 серпня — Михайло Громов підняв у повітря бомбардувальник ближньої дії Су-2 конструкції П. Й. Сухого.
- 2 вересня — Grumman F4F Wildcat, палубний винищувач (винищувач-бомбардувальник) виробництва американської авіакомпанії Grumman, розроблений наприкінці 1930-х. Знаходився на озброєнні військово-морських сил США, Великої Британії та ВПС Канади за часів Другої світової війни.
- 2 грудня — Brewster F2A Buffalo, американський винищувач початку Другої світової війни, розробки та виробництва Brewster Aeronautical Corporation; один з перших американських монопланів з посадочним гаком та іншими пристроями для базування на авіаносцях. Найбільше здобутих на Брюстері перемог у фінських асів: Hans Wind 39 (всього 75) та у Ейно Ілмарі Юутілайнена, що здобув 36 (всього 96).

### Прийнято на озброєння
- квітень — після військових випробувань у Іспанії офіційно прийнято на озброєння Messerschmitt Bf 109 (також Bf 109, Me 109) серії B-1, німецький одномоторний поршневий винищувач-низькоплан. Перебував на озброєнні ВПС Німеччини та інших країн близько 30 років. Був основним винищувачем Люфтваффе протягом всієї Другої світової війни. За кількістю вироблених машин, 30 500 шт[3][4], є одним з наймасовіших військових літаків в історії, поступаючись лише штурмовику Іл-2.

#### Без точної дати
- початок року — Messerschmitt Bf 110, німецький двомоторний важкий стратегічний винищувач (Zerstörer), винищувач-бомбардувальник і нічний винищувач; виробництва фірми Bayerische Flugzeugwerke (із 1938 Messerschmitt AG).

### Авіамотори, агрегати, прилади

#### Без точної дати
- перший запуск Pratt & Whitney R-2800 Double Wasp — дворядного поршневого радіального авіаційного двигуна з повітряним охолодженням, виробництва американської компанії Pratt & Whitney. Всього було вироблено 125 334 одиниці різних модифікацій.

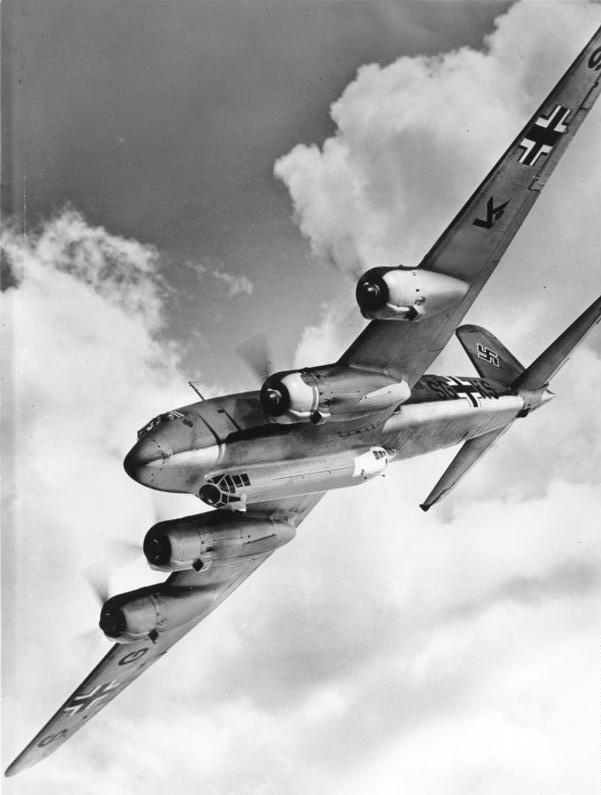
Fw 200 C-3/U2 під час патрулювання
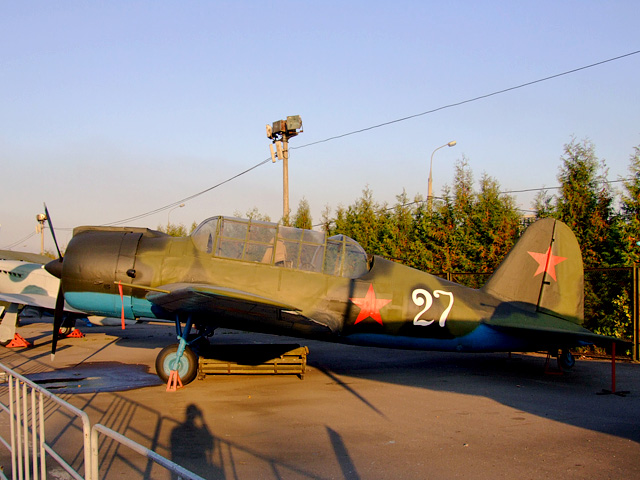
Су-2 (ББ-1)
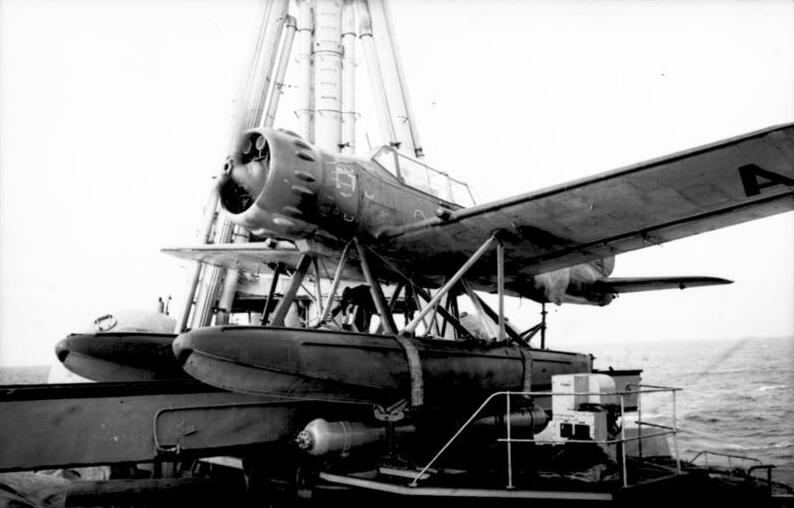
Arado Ar 196 на корабельній катапульті
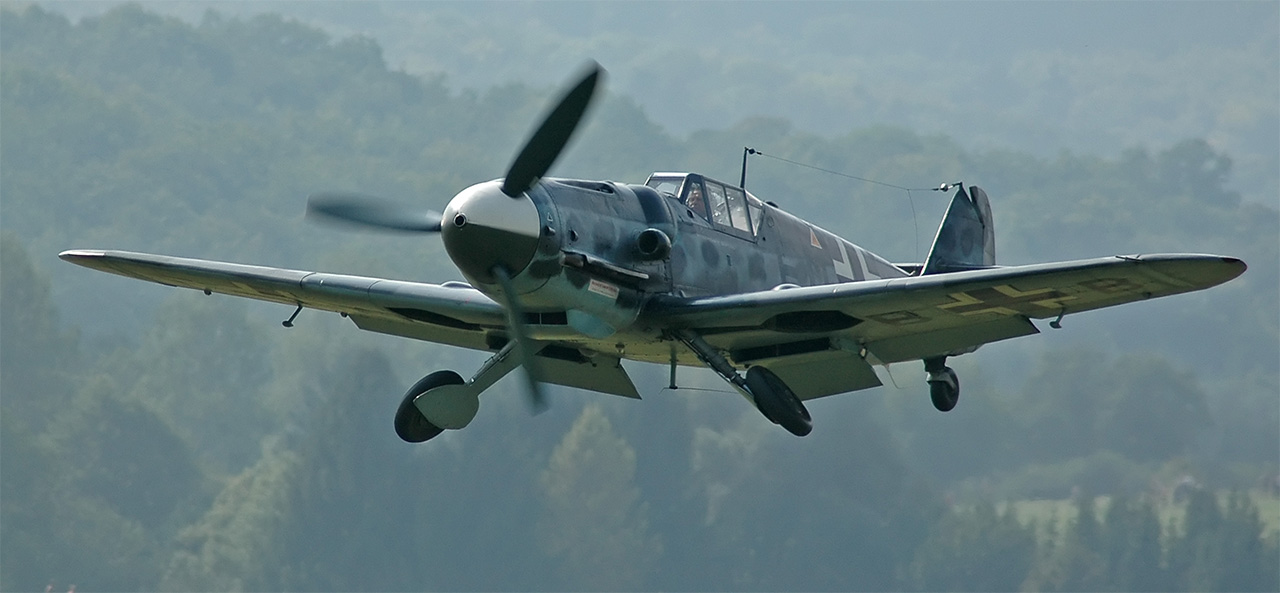
Bf 109 G-6
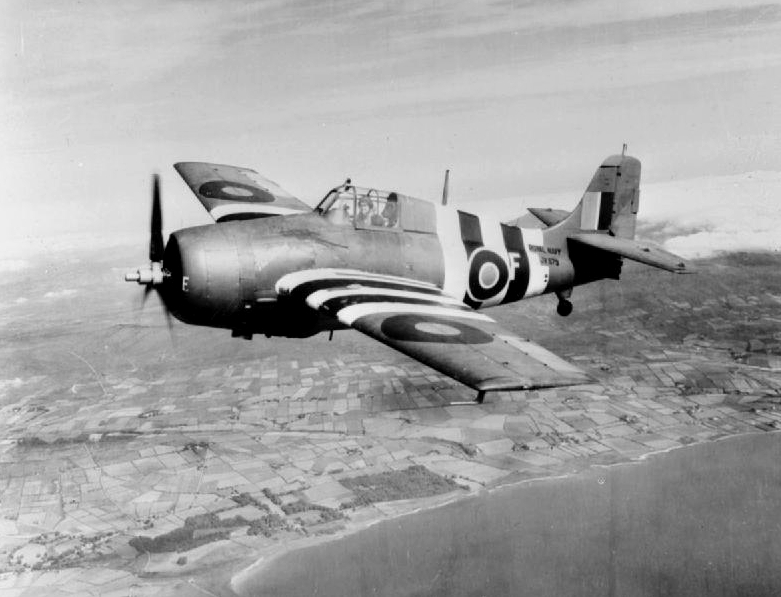
Grumman F4F Wildcat
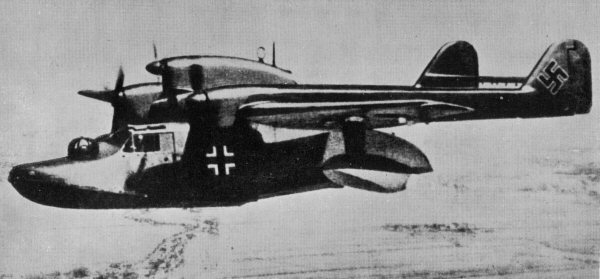
BV 138
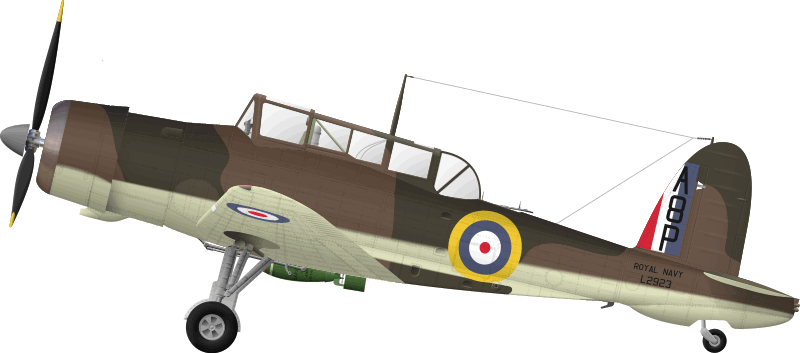
Блекберн B-24 Скьюе
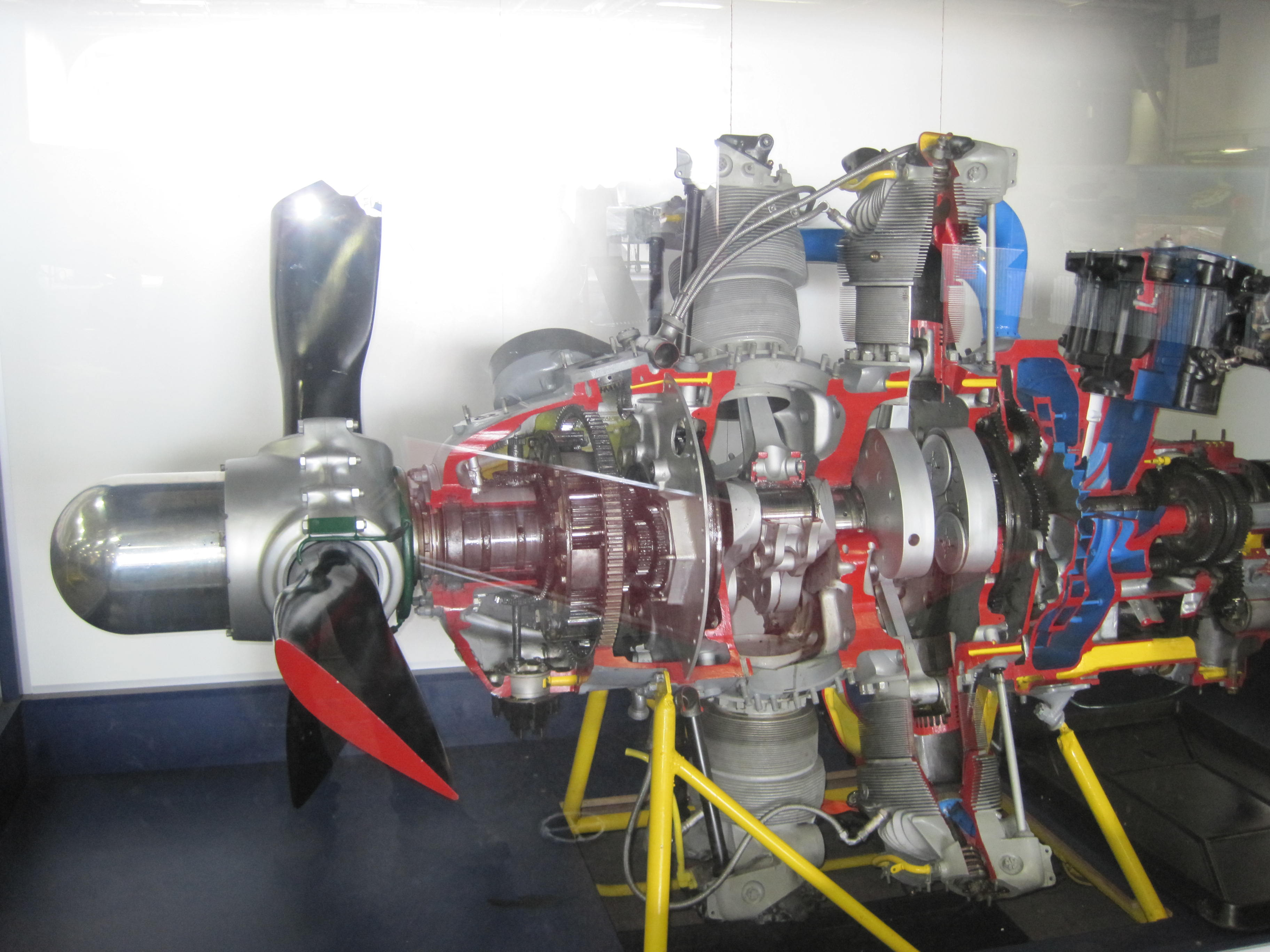
P&W R-2800 Double Wasp
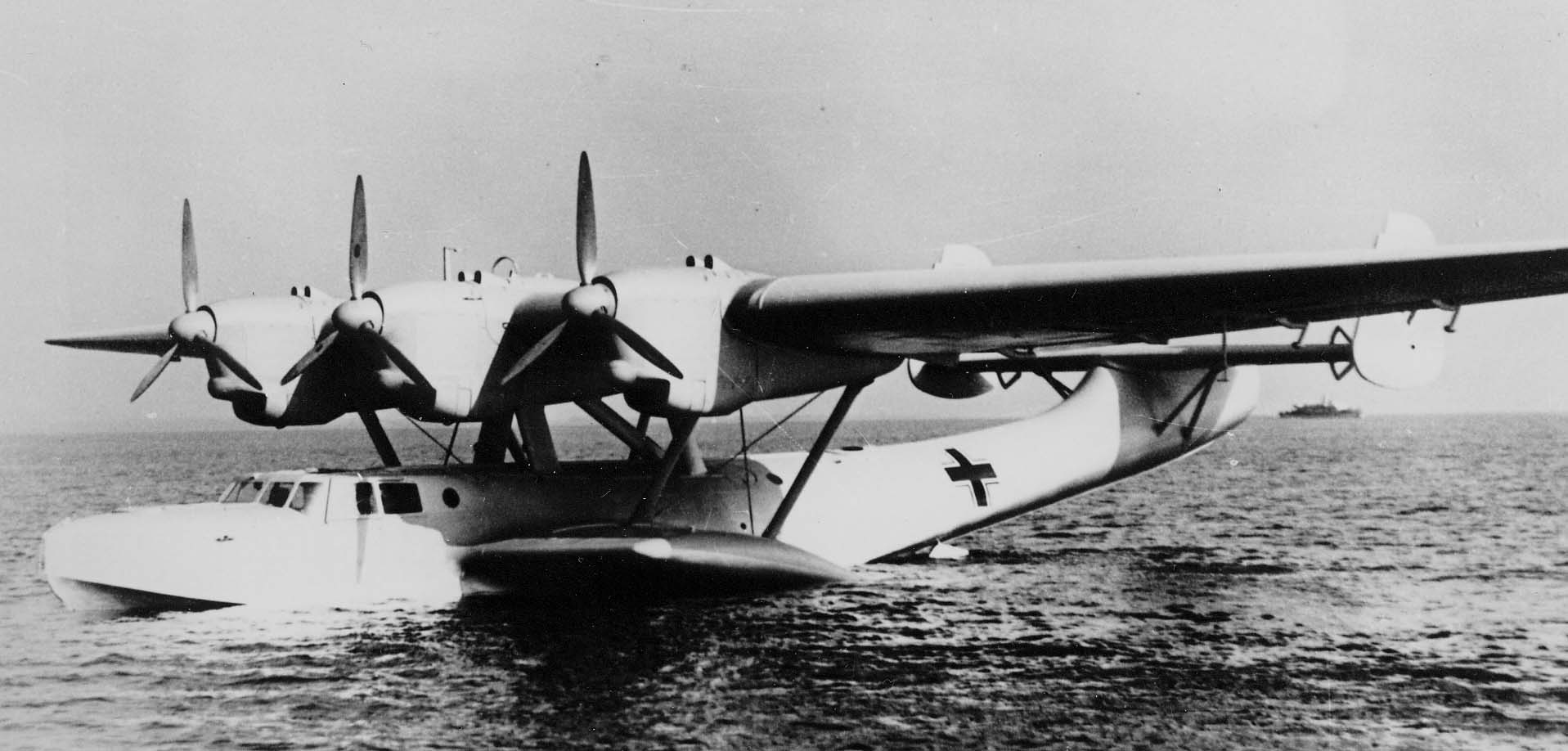
Dornier Do 24

### Авіаційні рекорди
- 18 червня — на літаку АНТ-25 розпочався перший безпосадковий переліт через Північний полюс з Москви до Ванкувера Валерія Чкалова, Георгія Байдукова та Олександра Бєлякова.
- 25 червня — на гелікоптері Focke-Wulf Fw 61 виробництва фірми «Фокке-Вульф» Евальдом Рольфсом досягнута висота у 2440 м (8000 футів), машина перебувала у повітрі протягом 1 години 20 хвилин 49 секунд.
- 26 червня — на гелікоптері Focke-Wulf Fw 61 Евальд Рольфс встановлює:
  - рекорд швидкості при польоті по замкнутому маршруту — 122,55 км/год (76,15 миль/год).
  - рекорд дальності польоту по прямій — 16,4 км (10,19 милі).
  - рекорд дальності при польоті по замкненому маршруту — 80,6 км (59,09 милі)[5].
- 12—14 липня — Михайло Громов, другий пілот Андрій Юмашев, штурман Сергій Данілін, на літаку АНТ-25, здійснили безпосадковий переліт Москва—Північний полюс—Сан-Хасінто (Каліфорнія, США), встановивши два світових авіаційних рекорду дальності польоту.
- жовтень — радянська льотчиця Валентина Гризодубова на УТ-1, УТ-2 та АИР-12, встановила п'ять світових авіаційних рекордів висоти, швидкості та дальності польоту на легкомоторних літаках.

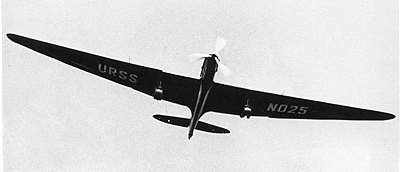
АНТ-25
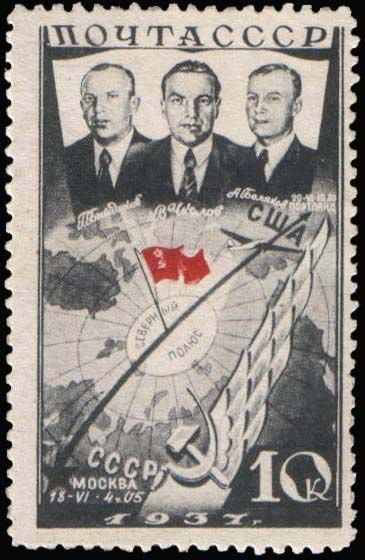
Байдуков, Бєляков та Чкалов на марці Пошти СРСР, 1937
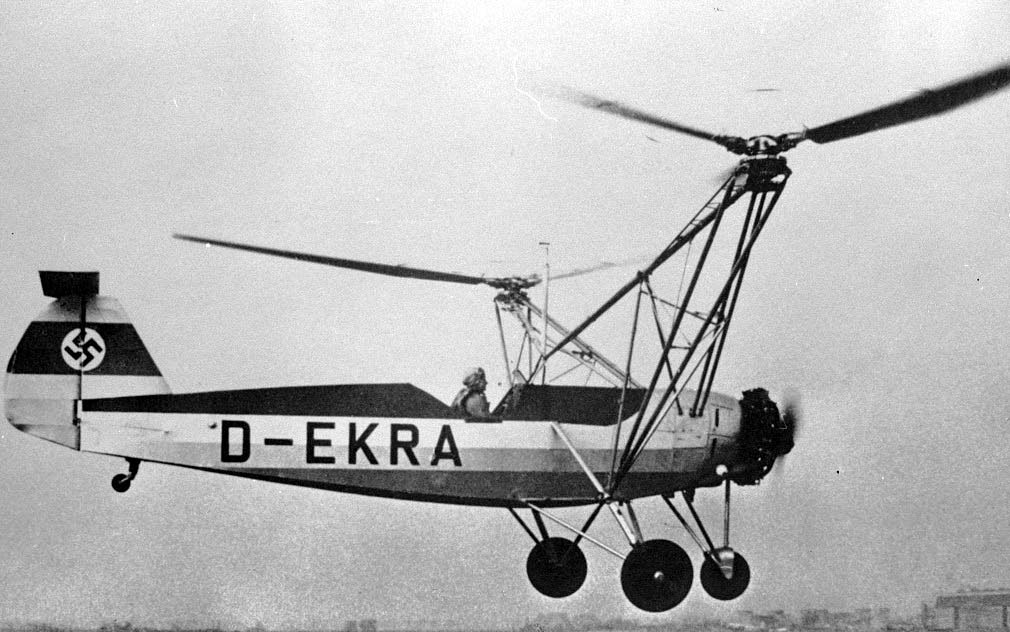
Ханна Райч керує Fw 61 V2

### Авіакатастрофи
- 6 травня — над авіабазою ВМС у Лейкхерсті, Нью-Джерсі, загорівся і потерпів аварію дирижабль LZ 129 «Гінденбург», у результаті якої загинуло 35 із 97 людей, що були на його борту, а також одна людина на землі.

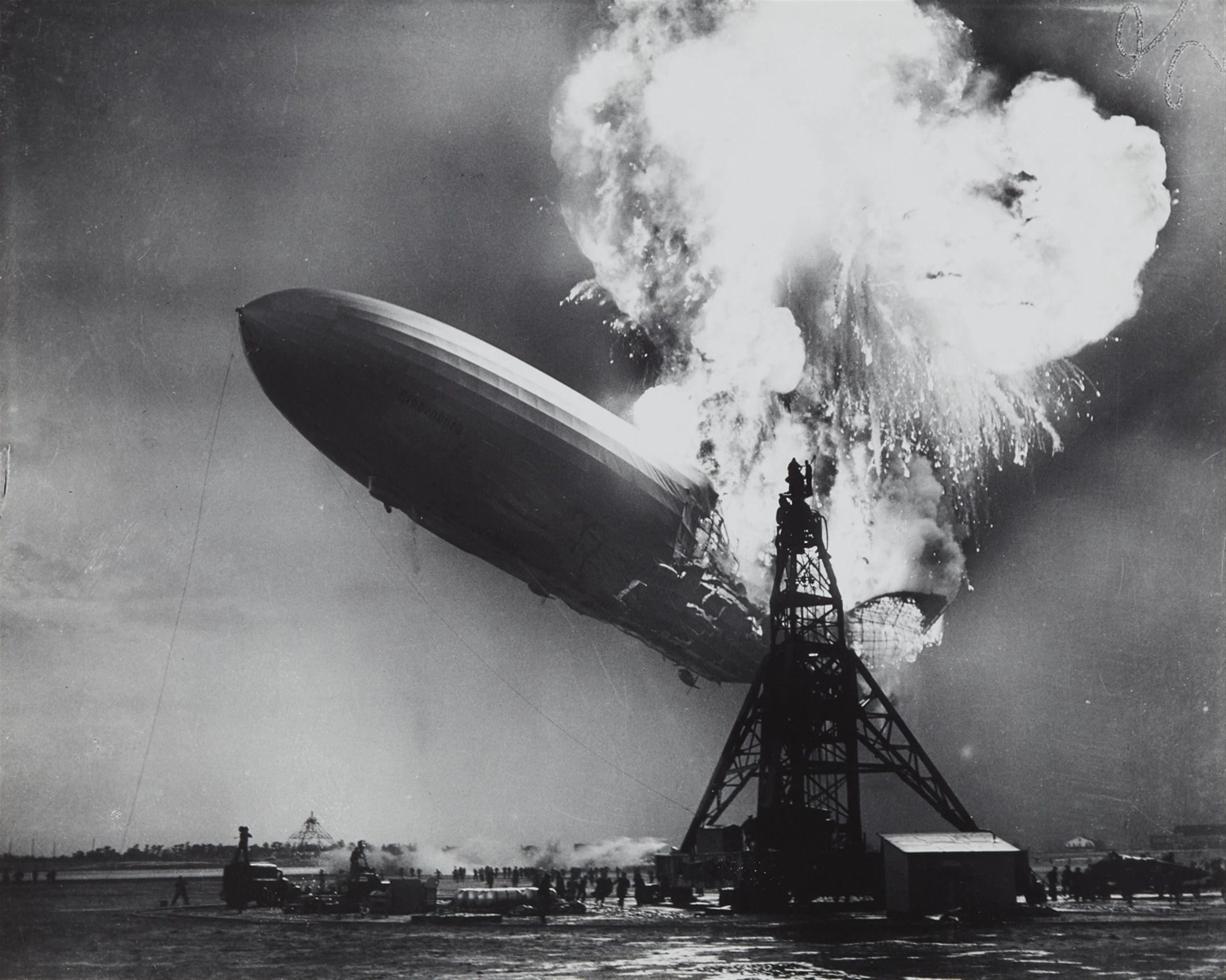
«Гінденбург» після вибуху

## Персоналії

### Народилися
- 6 березня — Валентина Терешкова, перша у світі жінка-космонавт.

### Померли
- 6 травня — Ернст Август Леманн (нім. Ernst August Lehmann; * 12 травня 1886), німецький піонер авіації, зокрема дирижаблів, загинув у результаті катастрофи дирижаблю LZ 129 «Гінденбург».
- 2 липня (імовірно) — Амелія Мері Ергарт (англ. Amelia Mary Earhart; * 24 липня 1897), відома американська письменниця і піонер авіації. Зникла безвісти в центральній частині Тихого океану, в районі острова Хауленд, при спробі здійснити навколосвітній політ на двомоторному легкому транспортному і пасажирському літаку Lockheed Model 10 Electra.
- 9 вересня — Федір Васильович Алєлюхін (* 27 січня 1896), український військовий льотчик у званні сотника, повний кавалер Георгіївського хреста.
- 10 грудня — Юрій Гнатович Арватов (* 1896), український та радянський військовий льотчик.

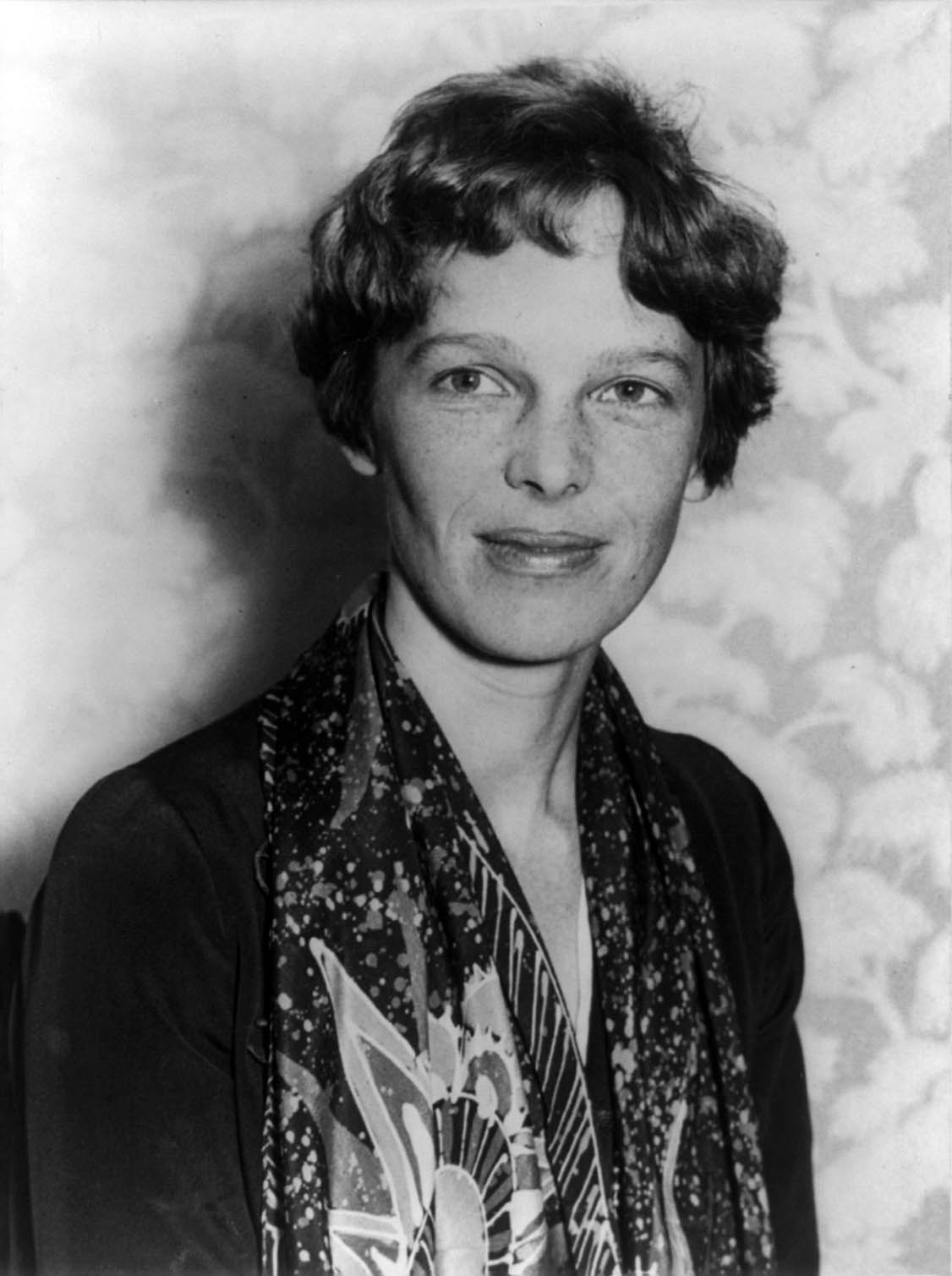
Амелія Мері Ергарт, 1935
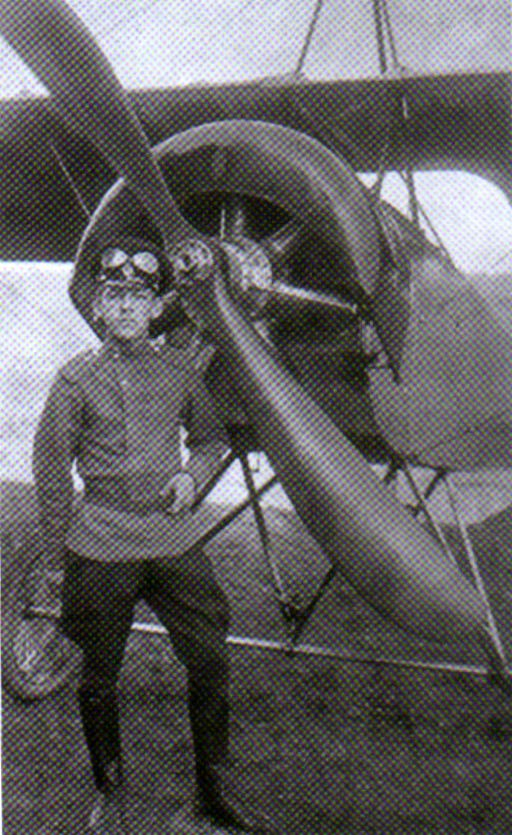
Федір Алєлюхін
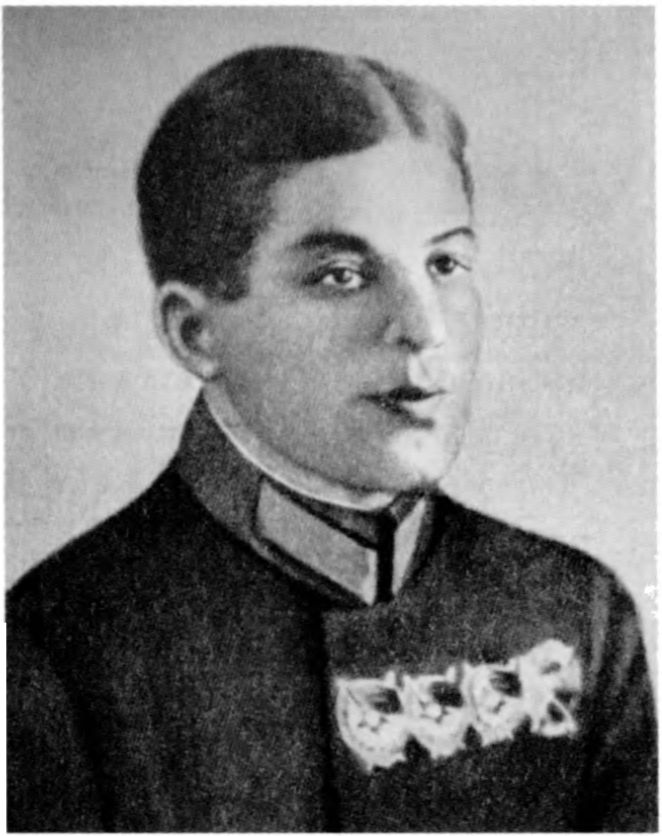
Юрій Арватов
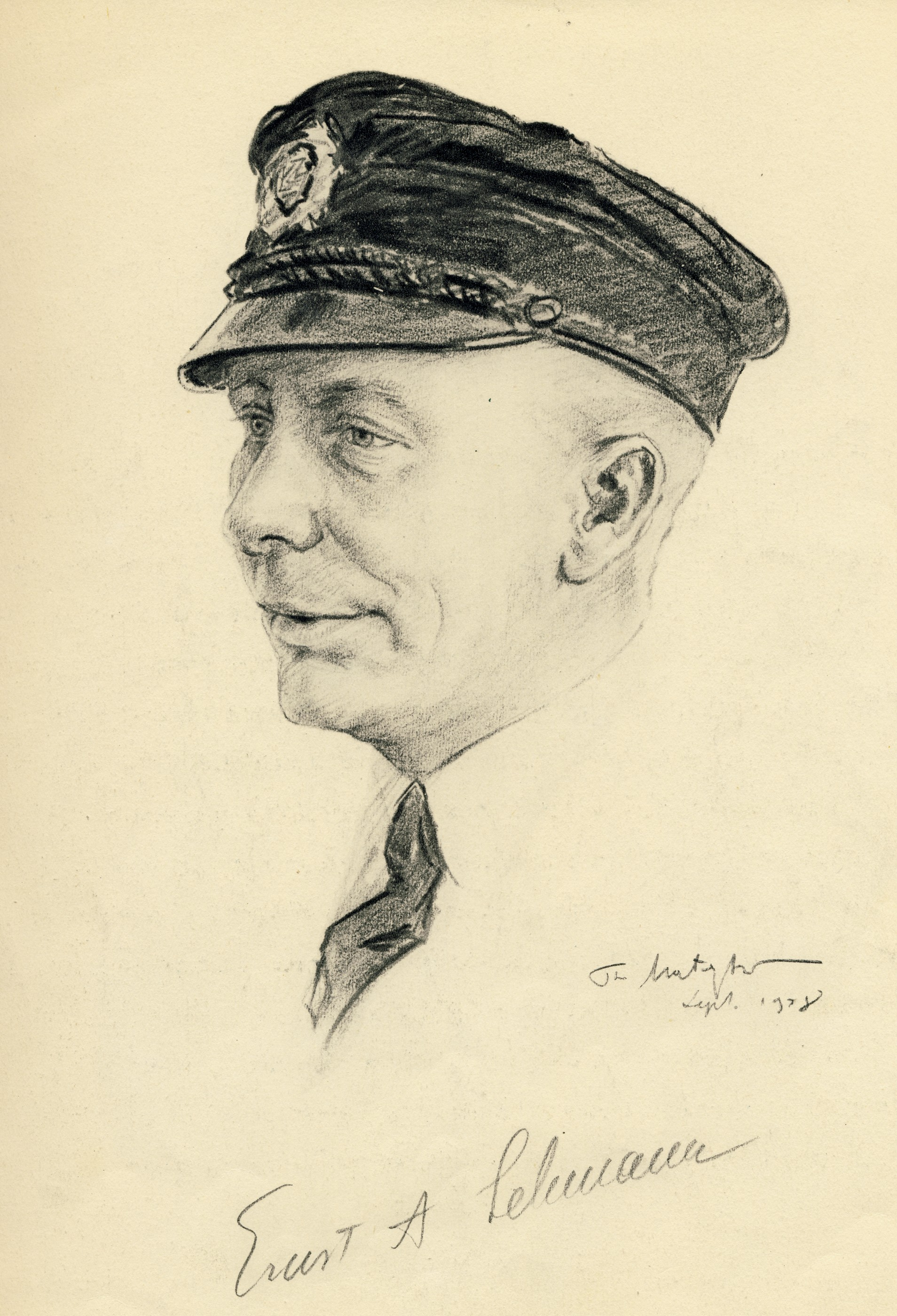
Ернст А. Леманн